# Megakaryocyt
Megakaryocyt är förstadiet till trombocyter. En megakaryocyt räknas till de vita blodkropparna och bildas från samma stamcell som de övriga, nämligen den myeloida stamcellen. Från denna cell bildas en megakaryoblast som blir till en promegakaryocyt som bildar megakaryocyter. Megakaryocyten finns i benmärgen och är polyploid, vilket betyder att den innehåller flera uppsättningar kromosomer. Varje megakaryocyt kan ge upphov till tusentals trombocyter som knoppas av från dess utskott som går in i små blodkärl i benmärgen. Megakaryocytens funktion styrs av cytokiner.